# Me llamaré tuyo reloaded
Me Llamaré Tuyo Reloaded, disco de Victor Manuelle que es una versión expandida del disco original que incluye los temas “Ando por las nubes” y “Me llamaré tuyo” además de canciones nuevas como “Una vez más”. Salió a la venta el 25 de febrero de 2014.

## Lista de canciones
| Me Llamaré Tuyo Reloaded |                                                   |                                                                          |          |  |
| N.º                      | Título                                            | Escritor(es)                                                             | Duración |  |
| 1.                       | «Ando Por las Nubes»                              | Víctor M. Ruíz                                                           | 3:43     |  |
| 2.                       | «Como Antes»                                      | Elieser Palacios                                                         | 4:05     |  |
| 3.                       | «Amo»                                             | Elieser Palacios                                                         | 3:55     |  |
| 4.                       | «Mi Salsa le Gustó»                               | Víctor M. Ruíz                                                           | 3:48     |  |
| 5.                       | «No Soy de Piedra»                                | Gabriel Cruz                                                             | 4:04     |  |
| 6.                       | «Para Quererte»                                   | Jorge Luis Chacin                                                        | 4:20     |  |
| 7.                       | «No Vuelvo (Feat. Ken-Y)»                         | Norgie Noriega; Francisco Saldaña                                        | 4:08     |  |
| 8.                       | «Me Llamaré Tuyo»                                 | Efraín "Junito" Davila; Oscar "Oscarcito" Hernández                      | 3:53     |  |
| 9.                       | «Tiempo al Tiempo»                                | Francisco Saldaña; Norgie Noriega                                        | 3:59     |  |
| 10.                      | «Me Llamaré Tuyo (Remix Version) (Feat. Gocho)»   | Efraín "Junito" Davila; Oscar "Oscarcito" Hernández; José "Gocho" Torres | 3:03     |  |
| 11.                      | «Una Vez Más (Versión Balada) (Feat. Reik)»       | José "Gocho" Torres                                                      | 3:29     |  |
| 12.                      | «Lo Que Sea»                                      | Oscar "Oscarcito" Hernández                                              | 4:41     |  |
| 13.                      | «Una Vez Más (Feat. Reik)»                        | José "Gocho" Torres                                                      | 4:24     |  |
| 14.                      | «Panteón de Amor (Feat. Pedro Capó)»              | Francisco Pérez-Pérez                                                    | 4:58     |  |
| 15.                      | «Como Te Va»                                      | Hernaldo Zúñiga                                                          | 4:56     |  |
| 16.                      | «Chiquitita»                                      | Budy McCluskey; Mary McCluskey                                           | 4:34     |  |
| 17.                      | «Ando Por las Nubes (Mambo Mix) (Feat. Jory Boy)» | Víctor M. Ruíz; Fernando Sierra                                          | 2:55     |  |
| 67:27                    |                                                   |                                                                          |          |  |

## Videoclips
- Me Llamaré Tuyo
- Ando Por Las Nubes
- Una Vez Más (Feat. Reik)